# Angus Kilkolly
Angus Kilkolly (18 de abril de 1996 en Hastings) es un futbolista neozelandés que juega de delantero para el Auckland City Football Club de la New Zealand National League.

## Carrera
Hizo su debut en 2012 jugando para el Hawke's Bay United. En 2014 pasó al Wanderers y en 2015 al Canterbury United. Una vez terminada la temporada 2015-16 se incorporó por un tiempo al Panevėžys lituano para regresar a los pocos meses a Nueva Zelanda al firmar nuevamente con el Hawke's Bay. En 2017 dejó el elenco para firmar con el Team Wellington.

### Clubes
| Club               | País          | Año             |
| ------------------ | ------------- | --------------- |
| Hawke's Bay United | Nueva Zelanda | 2012 - 2014     |
| Wanderers          | Nueva Zelanda | 2014 - 2015     |
| Canterbury United  | Nueva Zelanda | 2015 - 2016     |
| Panevėžys          | Lituania      | 2016            |
| Hawke's Bay United | Nueva Zelanda | 2016 - 2017     |
| Team Wellington    | Nueva Zelanda | 2017 - Presente |

## Palmarés
| Título            | Club            | País          | Año  |
| ----------------- | --------------- | ------------- | ---- |
| Charity Cup       | Team Wellington | Nueva Zelanda | 2017 |
| Liga de Campeones | Team Wellington | Nueva Zelanda | 2018 |